# Fulk Lestrange, 1. Baron Strange of Blackmere
Fulk Lestrange, 1. Baron Strange of Blackmere (* um 1267; † 23. Januar 1324) war ein englischer Adliger.

## Herkunft und Dienst als Militär und Politiker
Fulk Lestrange war ein Sohn von Robert Lestrange, einem jüngeren Sohn von John Lestrange und dessen Frau Eleanor de Blancminster. Sein Vater hatte die Besitzungen seines älteren Bruders Hamo le Strange übernommen, als dieser am Kreuzzug des Prinzen Eduard teilnahm und nach 1272 im Heiligen Land starb. Nach dem Tod seines älteren Bruders John erbte Fulk 1289 Wrockwardine, Ellesmere und die anderen Besitzungen seiner Familie in Shropshire. 1294 nahm er an einem Feldzug in der Gascogne teil. Ab 1298 nahm er während des Schottischen Unabhängigkeitskriegs an mehreren Feldzügen von Eduard I. und Eduard II. teil. Durch Writ of Summons wurde er 1308 oder 1309 in das Parlament berufen, womit er als 1. Baron Strange of Blackmere gilt.

## Vasall im Dienst des Earl of Lancaster
Dennoch trat Lestrange als Vasall in den Dienst des mächtigen Thomas of Lancaster, 2. Earl of Lancaster, der ihm nachweislich 1318 für seine Dienste 50 Mark zahlte. Lancaster wurde zum schärfsten innenpolitischen Gegner von König Eduard II. 1312 wurde er in den teils gewalttätigen Erbstreit zwischen dem mit ihm verwandten Gruffudd de la Pole und John Charlton um die walisische Herrschaft Powys verwickelt. Der König hatte Powys seinem Höfling Charlton zugesprochen, wogegen Gruffudd und Lestrange protestierten. Lancaster wurde nun zum Fürsprecher seiner Vasallen und nutzte dies, um den König zu schwächen und um die Anerkennung der Ordinances durchzusetzen. Unter anderem forderte Lancaster die Ernennung von neuen Richtern, da er die bisherigen Richter, die im Auftrag des Königs den Erbstreit untersuchen sollten, für befangen hielt. Der König ernannte schließlich Anfang November 1313 neue Richter, doch dennoch blieb Powys im Besitz von Charlton. Daneben diente Lestrange Lancaster als Richter, unter anderem 1315 während der Revolte von Adam Banaster. Mit anderen Vasallen Lancasters versuchte er im Parlament von York im November 1318, die Bestimmungen des Vertrags von Leake umzusetzen. Im Januar 1321 gehörte er einer hochrangigen Delegation an, die im Krieg mit Schottland in Newcastle mit einer schottischen Delegation Verhandlungen über einen Waffenstillstand führte.

## Rolle während der Rebellion von Lancaster
Als sich während des Despenser War 1321 Lancaster mit den rebellischen Marcher Lords verbündete, nahm Lestrange im Juni an dem Treffen in Sherburn teil, bei dem Lancaster versuchte, die nordenglischen Barone zur Unterstützung der Rebellen zu bewegen. Noch bis Dezember 1321 unterstützte Lestrange als einer der treuesten Vasallen offen Lancaster. Kurz danach wechselte er offenbar auf die Seite des Königs. Am 28. Februar 1322 schloss er sich mit seinem Aufgebot dem königlichen Heer in Coventry an. Wenig später wurde die Rebellion von Lancaster und der Marcher Lords militärisch niedergeschlagen. Am 26. Mai 1322 wurde Lestrange vom König zum Seneschall der Gascogne ernannt. Als Seneschall musste Lestrange zwischen April und Juni 1323 in den englischen Gebieten in Südwestfrankreich Truppen aufstellen, um eine Fehde zwischen dem Grafen von Foix und Arnaud-Guillaume de Marsan zu unterbinden. Die Fehde wurde schließlich durch Vermittlung von John Hotham, Bischof von Ely beendet.

## Heirat und Nachkommen
Lestrange hatte um 1295 Eleonore, eine Tochter von John Giffard, 1. Baron Giffard und dessen Frau Maud de Clifford geheiratet. Er hatte mehrere Kinder, darunter:
- John Lestrange, 2. Baron Strange of Blackmere (um 1306–1349), ⚭ Ankaret Boteler;
- Fulk Lestrange († vor 1375), Gutsherr von Longnor und Betton Strange in Shropshire, ⚭ Juliana;
- Hamon Lestrange, Gutsherr von Cheswardine und Betton Strange in Shropshire, ⚭ Margaret;
- Elizabeth Lestrange ⚭ Robert Corbet, Gutsherr von Moreton in Shropshire.

Sein Erbe und Nachfolger wurde sein jüngerer Sohn John Lestrange, 2. Baron Strange of Blackmere.